# Skalité pod Poľanou
Skalité pod Poľanou – przystanek kolejowy w Skalité, w kraju żylińskim, na Słowacji.
| Skalité pod Poľanou                              |  |                                    |
| Linia 129 Czadca – Skalité – Zwardoń (15,604 km) |  |                                    |
| Skalitéodległość: 2,148 km                       |  | Skalité-Kudlov odległość: 1,663 km |